# حاج (حج)
الحاج هو الشخص الذي يذهب لزيارة مكان مقدس و تأدية بعض المناسك والعبادات فيه، ويكون سفر طبيعي إما مشياً على الأقدام كما كان يجري في السابق أو بركوب وسيلة نقل. والحج موجود في معظم الديانات.